# 富鴻基
富鸿基（1634年2月12日—1709年1月25日），榜名鴻業，字磐伯，號雲麓，福建晋江人，清朝政治人物，進士出身。

## 生平
顺治十五年（1658年）登戊戌科進士，選翰林院庶吉士，散館授编修，升侍讲、侍读学士。三藩之亂時，翰林陳夢雷身陷耿精忠軍中，李光地隱居福建山區，陳夢雷將耿軍軍情告知李光地，光地寫密奏以蠟丸封死，派僕人赴京師進奏，內閣怕是間諜之計，不敢接納，富鴻基以全家性命作保，面陳康熙帝。後破耿，迁内阁学士兼礼部右侍郎。後以病告歸，家居十年，卒。

## 著作
著有《日講四書》十六卷、《詩文集》四卷等。

## 家族
有子富中琰。